# Talaiot de sa Clova des Xot
El talaiot de sa Clova des Xot és un talaiot circular, de notable monumentalisme, situat dins la possessió de sa Canova de Morell (Artà). Va ser descrit per Emile Cartailhac, el 1890, com «el talaiot més gran de les Balears».

## Localització
El talaiot està situat a la possessió de Sa Canova, a pocs metres de la carretera Artà- Colònia de Sant Pere (Ma 3331), a l'alçada del quilòmetre 1,350. Després d'una barrera de metall, hom troba un tirany paral·lel a la paret de pedra seca que du a la tanca on hi ha el talaiot. El veim a la dreta, després d'uns ullastres que tapen altres restes arqueològiques.

## Posició respecte d'altres jaciments
Està situat dins el gran jaciment de sa Canova, en el qual hi ha un poblat talaiòtic, del qual encara se'n poden veure restes de la murada i altres estructures. Hi destaca també un interessant talaiot quadrat.

## Conservació i visita pública
El talaiot presenta un bon estat de conservació i és fàcilment accessible. Excavacions futures permetran conèixer millor tota l'àrea.

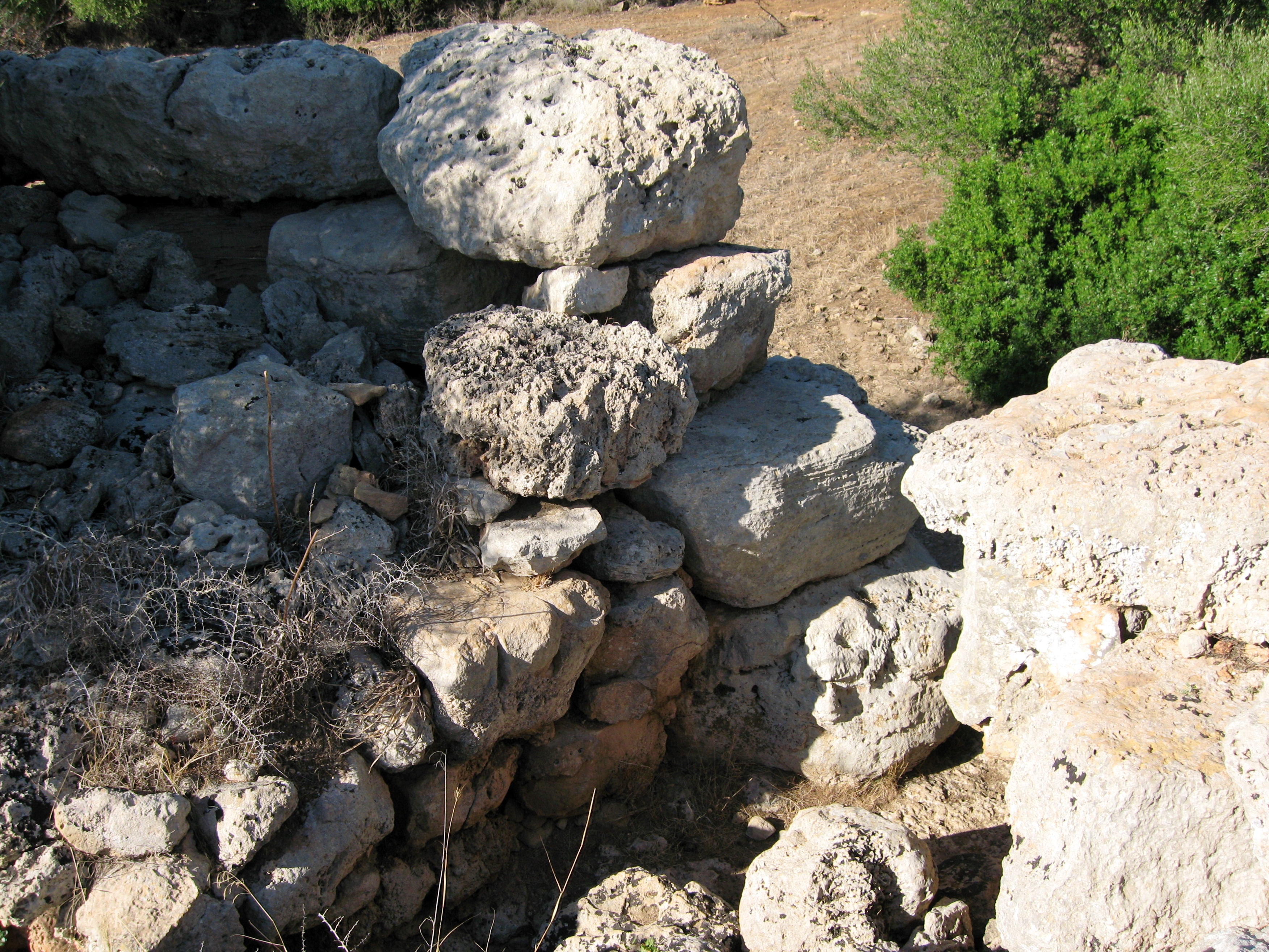
Corredor d'accés del talaiot de sa Clova des Xot

## Descripció
De grans dimensions, fa 16,2 m de diàmetre per 5,5 m d'alçada, als quals hi arriba amb sis filades de grans blocs de pedra. Conserva 4,5 m de la columna central. Aquestes característiques el converteixen en un dels més imponents de l'illa. La gruixa de les parets fa més de dos metres. Les pedres que formen les parets, sobretot a la part de ponent, són de grans dimensions (fins a quatre metres de llargada per un d'alçada) i estan molt ben encastades entre elles. Les de la part interior del mur són més petites. Té un portal d'entrada, orientat al nord-est, que ha perdut el llindar superior, que fa entrar a un corredor d'accés que també ha perdut la cobertura. A l'interior s'hi veu un gran espai circular, de 7,5 m de diàmetre, amb una columna central polilítica de tipus mediterrani (pedres més amples a dalt), amb cinc blocs superposats, que fa 4,2 metres. No s'observen indicis de què disposàs de dues plantes. Part de les pedres planes de la cobertura es poden veure ara en el trispol del talaiot, es pot deduir que estaven disposades de manera radial, aguantades sobre el pilar central, que devia tenir una sisena peça més ampla.

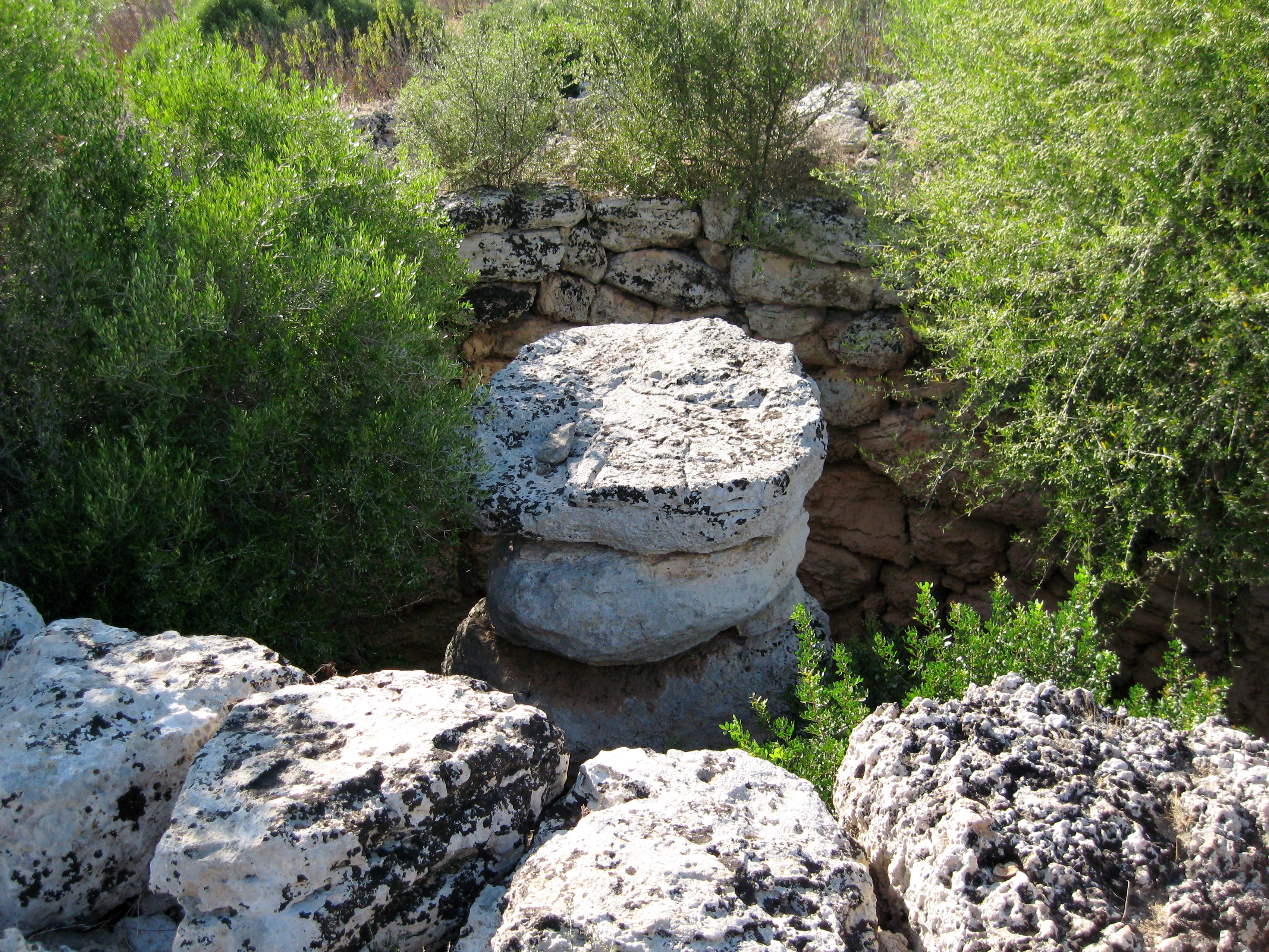
Columna polílítica central del talaiot de sa Clova des Xot

## Marc cronològic
La fundació d'aquests poblats a l'illa se situa entorn el 1000 i el 800 aC.

## Interpretació del jaciment
La funció dels talaiots pot ser molt variada, encara que devien tenir funcions socials pròpies de la comunitat que els va construir i també de control territorial.

## Referències

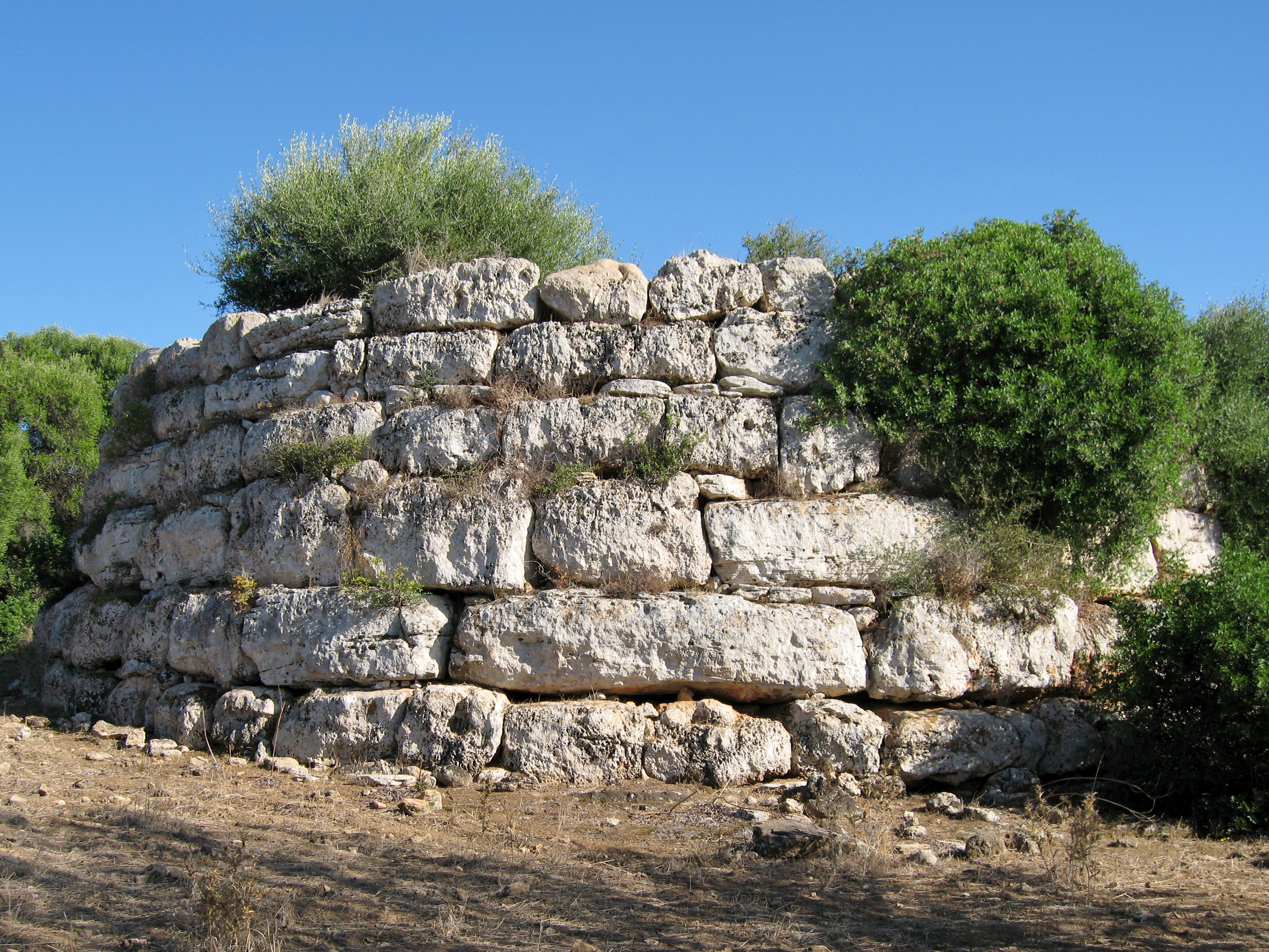
Talaiot de sa Clova des Xot